# The Tempest (Oper)
The Tempest (deutsch: ‚Der Sturm‘) ist eine Oper in drei Akten von Thomas Adès (Musik) mit einem Libretto von Meredith Oakes nach William Shakespeares Theaterstück Der Sturm. Sie wurde am 10. Februar 2004 im Royal Opera House in London uraufgeführt.

## Handlung

### Vorgeschichte
Vor zwölf Jahren wurde Prospero, der einstige Herzog von Mailand, mit Unterstützung des Königs von Neapel von seinem Bruder Antonio gestürzt. Dank der Hilfe des königlichen Ratgebers Gonzalo konnte er mit seiner kleinen Tochter Miranda auf eine einsame Insel fliehen, auf der er seitdem uneingeschränkt herrscht. Ihm zu Diensten sind Caliban, der Sohn der bereits verstorbenen Hexe Sycorax, und der Luftgeist Ariel. Prospero dürstet nach Rache an seinem Bruder. Als dieser zusammen mit der neapolitanischen Hofgesellschaft an der Insel vorbei segelt, beschwört er mit Ariels Hilfe einen Sturm herauf, der das Schiff zum Kentern bringt. An Bord befinden sich außer Antonio und dem König auch dessen Sohn Ferdinand, sein Bruder Sebastian, Gonzalo und die Höflinge Stefano und Trinculo.

### Erster Akt
Szene 1. Die Schiffbrüchigen kämpfen um ihr Leben.
Szene 2. Miranda beobachtet entsetzt, wie die Reisenden im Meer ertrinken. Ihr Vater erklärt ihr die Hintergründe seiner Rache. Er versetzt sie in Schlaf und ruft Ariel herbei.
Szene 3. Prospero befiehlt Ariel, die Hofgesellschaft wieder zum Leben zu erwecken und unversehrt auf die Insel zu bringen. Er will sie aus einem Versteck heraus beobachten.
Szene 4. Caliban fragt Prospero nach der Macht, mit der er den Sturm erzeugt hat. Er hält sich selbst für den rechtmäßigen Herrscher über die Insel, hatte Prospero einst freundlich aufgenommen und wurde durch dessen Zauberkraft gezwungen, ihm zu dienen. Er hat sich in die mittlerweile erwachsene Miranda verliebt. Prospero weist ihn voller Abscheu zurück.
Szene 5. Ariel berichtet, dass die Gesellschaft wohlauf ist und sich am Strand befindet. Prospero befiehlt ihm, den Prinzen Ferdinand zu holen. Die anderen sollen glauben, dass er ertrunken sei. Ariel erinnert ihn daran, dass seine zwölfjährige Dienstpflicht inzwischen vorbei sei und es Zeit werde, dass er seine Freiheit zurück erhalte (Ariel: „Five fathoms deep“). Beide verstecken sich, als Ferdinand erscheint.
Szene 6. Ferdinand trifft auf die schlafende Miranda. Als sie erwacht, hält sie ihn erst für einen von ihrem Vater erschaffenen Geist. Beide fühlen sich sofort zueinander hingezogen. Prospero greift ein und konfrontiert ihn mit den Taten seines Vaters, bevor er ihn durch seine Zauberkraft lähmt. Ferdinand und Miranda erklären einander ihre Liebe, für die sie alles ertragen können. Prospero beharrt darauf, Ferdinand und die anderen zu strafen. Er befiehlt Ariel, die Hofgesellschaft zu holen.

### Zweiter Akt
Szene 1. Verwundert über ihre Unversehrtheit schauen sich die Höflinge auf der Insel um. Aus ihrem Versteck heraus fordert Prospero den Luftgeist auf, sie zu piesacken. Gonzalo bemüht sich, den König über die Abwesenheit seines Sohnes Ferdinand zu beruhigen. Ariel bringt das Gespräch durcheinander, indem er die Stimmen der Anwesenden nachahmt und ihnen provozierende Worte in den Mund legt. Es kommt zu Streitigkeiten, in denen besonders Antonio angegriffen wird.
Szene 2. Das Erscheinen Calibans verhindert Schlimmeres, und alle wundern sich über sein merkwürdiges Äußeres. Stefano und Trinculo bitten ihn um Hilfe und bieten ihm im Gegenzug etwas vom mitgebrachten Brandy an. Anschließend beruhigt Caliban die Gesellschaft über die Geister der Insel, warnt sie aber vor der Zauberkraft Prosperos, ohne dessen Namen zu nennen. Die anderen halten ihn für betrunken oder verrückt. Der König macht sich mit Gonzalo und dem Großteil der Gesellschaft auf die Suche nach Ferdinand. Lediglich Stefano und Trinculo bleiben bei Caliban. Von seinem Versteck aus sorgt Prospero mit seiner Magie dafür, dass sich die anderen verirren.
Szene 3. Stefano und Trinculo versprechen Caliban, ihm dabei zu helfen, sein Land zurückzugewinnen. Er verheißt beiden dafür die Liebe Mirandas.
Szene 4. Ferdinand und Miranda versichern einander erneut ihre Liebe. Miranda ignoriert die Befehle ihres Vaters und befreit Ferdinand. Prospero, der die beiden beobachtet hat, erkennt, dass er sie nicht mehr kontrollieren kann. Die Macht der Liebe ist stärker als die seine.

### Dritter Akt
Szene 1. Stefano und Trinculo betrinken sich mit Caliban. Die beiden freuen sich auf Stefanos künftige Herrschaft mit Königin Miranda. Caliban hingegen lacht sich ins Fäustchen. Ihm geht es nur um seine Freiheit.
Szene 2. Ariel versichert Prospero, dass er die Gesellschaft in die Irre geführt hat, und fleht erneut um seine Freiheit. Die Höflinge sind inzwischen erschöpft, und alle bis auf Antonio und Sebastian schlafen ein. Die beiden beabsichtigen, den König zu töten, damit Sebastian die Herrschaft an sich reißen kann. Ariel weckt die anderen jedoch rechtzeitig. Prospero sieht keine Besserung im Verhalten der Höflinge. Auf seinen Befehl lässt Ariel aus dem Nichts ein festliches Bankett erscheinen. Alle stürzen sich begeistert auf das Essen, doch Ariel lässt es schnell wieder verschwinden und verkündet ihnen in Gestalt einer Harpyie dasselbe Urteil, das sie zwölf Jahre zuvor über Prospero gesprochen hatten. Die Gesellschaft gerät in Verwirrung und läuft davon. Prospero genießt die Macht über seine Gegner.
Szene 3. Ferdinand und Miranda informieren Prospero über ihre Heirat. Der bittet seine Tochter um Vergebung für seine Härte und lässt ihnen durch Ariel seinen guten Wünsche ausrichten. Ferdinand erfährt, dass sein Vater und der Rest der Gesellschaft noch leben und Prospero für den Sturm verantwortlich war. Dieser lässt Ariel verschwinden. Da erscheint Caliban mit Stefano und Trinculo, bedroht Prospero und fordert ihn auf, ihm seine Tochter zu geben. Miranda selbst weist ihn zurück, bevor Prospero Caliban und seine Kumpanen verschwinden lässt und an deren Stelle Ariel zurückholt. Der Luftgeist weist ihn auf die Trauer und die Ängste der Schiffbrüchigen hin und ergänzt, dass er selbst Mitleid mit ihnen hätte, wäre er ein Mensch. Geführt verspricht Prospero ihm die Freiheit innerhalb der nächsten Stunde.
Szene 4. Prospero gibt sich der Hofgesellschaft zu erkennen. Der um seinen vermeintlich toten Sohn trauernde König bittet ihn um Vergebung. Prospero zeigt ihm daraufhin das glückliche Liebespaar. Auch das Schiff ist wieder instand gesetzt. Prospero setzt einen Schlussstrich hinter die Vergangenheit und vergibt auch Antonio, obwohl er ihn nicht mehr seinen Bruder nennen will. Auch Stefano und Trinculo lässt er zurückkehren. Bevor er gemeinsam mit Miranda und der Gesellschaft abreist, zerbricht er seinen Zauberstab und entlässt Ariel damit in die Freiheit.
Szene 5. Caliban hat die Insel nun für sich allein. Ihm kommt alles wie ein Traum vor. In der Ferne erklingt die Stimme Ariels.

## Gestaltung

### Libretto
Der Text verwendet eine moderne Sprache. Die Verse bestehen aus kurzen rhythmisierten Zeilen. Sie sind ganz oder teilweise gereimt. Darin erinnern sie sprachlich an Shakespeares Strophenlieder, aber auch an Kinderlieder, rituelle oder magische Sprüche. Andrew Clements vom Guardian beschrieb sie als „Paraphrase“ von Shakespeares Text, eine bodenständige, aber noch immer reichhaltige Sprache, durch die das Original weiterhin anklingt. Aus Ariels „Full fathom five thy father lies” wurde beispielsweise “Five fathoms deep/Your father lies.”

### Musik
Für The Tempest entwickelte Adès eine eigene „direkte und kommunikative“ Musiksprache, die trotz ihrer tonalen Basis modern wirkt. Jeder Figur sind eigene Melodien zugewiesen, die dennoch aufeinander bezogen sind. Norbert Abels bezeichnete die Musiksprache als Vereinigung von „Manierismus und barocke[m] Lamentostil, Belcanto-Tradition, dadaistische[r] Lautakrobatik und [den] stimmexperimentellen Techniken der Gegenwartsmusik“.
Die Partie des Prospero ist weitgehend deklamatorisch, aber äußerst wandlungsfähig. Die Gesangslinien des Luftgeists Ariel bewegen sich am obersten Rand des für einen Sopran Möglichen. Die Musik Mirandas schreitet in gleichförmigen Notenwerten voran, und dies übernimmt auch Ferdinand bei ihrer Begegnung.
Auch die dem Gesang untergelegten Orchesterklänge sind abwechslungsreich ausgestaltet. Großen Teilen des Werks ist ein Klangteppich aus gedämpften Streichern und Holzbläsern unterlegt, und immer wieder gibt es gefühlvolle Abschnitte von großer Schönheit. Am Ende, als Ariel in die Ferne entschwindet und Caliban die Insel wieder für sich hat, blendet sich die Musik langsam aus.
Tom Service nannte in seiner Rezension für die New York Times diese musikalischen Höhepunkte:
- Die Musik Ariels für extrem hohen Sopran
- Die Arie des Caliban „Friends don’t fear/The island’s full of noises“ im zweiten Akt
- Das Liebesduett von Ferdinand und Miranda
- Das Versöhnungsquintett kurz vor dem Ende

### Orchester
Die Orchesterbesetzung der Oper enthält die folgenden Instrumente:
- Holzbläser: drei Flöten (2. und 3. auch Piccolo), drei Oboen (3. auch Englischhorn), drei Klarinetten (3. auch Bassklarinette in A), drei Fagotte (3. auch Kontrafagott)
- Blechbläser: vier Hörner, drei Trompeten, zwei Posaunen, Bassposaune, Tuba
- Pauken, Schlagzeug (2–3 Spieler): Glockenspiel, Tastenglockenspiel, Crotales, Handglocken, zwei Triangeln, Becken, zwei hängende Becken, zwei Peitschen, zwei Klappern, Muschel-Windspiel, Metallblech, Metall-Maracas, Ratsche, Geophon, vier Äste, Schlitztrommel, Amboss, Tamtam, drei kleine Trommeln, kleine Basstrommel, große Trommel
- Harfe (nur 3. Akt)
- Pianino
- Streicher (einige Kontrabässe mit Erweiterung bis zum H)

## Werkgeschichte
Thomas Adès’ Oper The Tempest entstand im Auftrag des Londoner Royal Opera House. Das Libretto verfasste Meredith Oakes nach Motiven aus William Shakespeares Theaterstück Der Sturm. Es enthält aber auch eigenständige Teile. Im Zentrum stehen Schwierigkeit und Notwendigkeit der Vergebung. Im Werkverzeichnis des Komponisten trägt The Tempest die Opus-Nummer 22.
Die Uraufführung fand am 10. Februar 2004 unter der Leitung des Komponisten im Royal Opera House in London statt. Die Inszenierung stammte von Tom Cairns, der zusammen mit dem Kostümbildner Moritz Junge auch das Bühnenbild gestaltete. Für das Lichtdesign war Wolfgang Göbbel zuständig, für die Choreografie Aletta Collins. Es sangen Simon Keenlyside (Prospero), Cyndia Sieden (Ariel), Ian Bostridge (Caliban), Christine Rice (Miranda), Toby Spence (Ferdinand), Philip Langridge (König), John Daszak (Antonio), Stephen Richardson (Stefano), Lawrence Zazzo (Trinculo), Christopher Maltman (Sebastian) und Gwynne Howell (Gonzalo). Es handelte sich um eine Koproduktion mit der Königlichen Oper in Kopenhagen und der Opéra national du Rhin in Straßburg.
Seitdem gab es eine Reihe weiterer Aufführungen (soweit nicht anders angegeben, nach der Website des Komponisten):
- 2006: Santa Fe; amerikanische Erstaufführung; Dirigent: Alan Gilbert, Regie: Jonathan Kent.[9]
- 2007: Wiederaufnahme im Royal Opera House Covent Garden, London; auch Rundfunkübertragung auf BBC Radio 3 und CD-Veröffentlichung
- 2008: National Opera Studio London
- 2009: Concertgebouw Amsterdam, Niederlande; Radio Filharmonisch Orkest, Dirigent: Markus Stenz
- 2009: Benedict Music Tent, Aspen, USA; Aspen Music Festival & School, Dirigent: Nic McGegan
- 2009: St John’s, Smith Square, London; Fulham Symphony Orchestra, Dirigent: Marc Dooley
- 2010: Oper Frankfurt; deutsche Erstaufführung; Dirigent: Johannes Debus, Regie: Keith Warner;[4][10] Wiederaufnahme 2014: Dirigentin: Sian Edwards
- 2010: Theater Lübeck; Dirigent: Philipe Bach, Regie: Reto Nickler
- 2010/2011: National Opera Studio London
- 2012: Louis-Fréchette Hall, Grand Théâtre de Québec, Kanada; Quebec Opera, Dirigent: Thomas Adès, Inszenierung: Robert Lepage. Koproduktion mit der Metropolitan Opera New York und der Wiener Staatsoper
- 2012: Metropolitan Opera New York; Dirigent: Thomas Adès, Inszenierung: Robert Lepage; Rundfunkübertragung auf BBC Radio 3 und Videostream auf der Website der Metropolitan Opera
- 2015/2016: Lilian Baylis Studio, Sadler’s Wells, London; National Opera Studio
- 2015: Wiener Staatsoper; Inszenierung: Robert Lepage
- 2016: Opéra-Théâtre de Metz, Frankreich; Orchestre National de Lorraine, Dirigent: Philippe Forget
- 2016: Ungarische Staatsoper Budapest; Dirigent: Péter Halász, Regie: Ludger Engels

## Aufnahmen
- 23. und 26. März 2007 – Thomas Adès (Dirigent), Orchestra of the Royal Opera House, Covent Garden, The Royal Opera Chorus.
 Simon Keenlyside (Prospero), Cyndia Sieden (Ariel), Ian Bostridge (Caliban), Kate Royal (Miranda), Toby Spence (Ferdinand), Philip Langridge (König), Donald Kaasch (Antonio), Stephen Richardson (Stefano), David Cordier (Trinculo), Jonathan Summers (Sebastian), Graeme Danby (Gonzalo).
 Live aus dem Royal Opera House London.
 Auszeichnung als „beste Opernaufnahme“ bei den Grammy Awards 2014.
 EMI 695234-2.[11][12][13]
- 10. November 2012 – Thomas Adès (Dirigent), Robert Lepage (Inszenierung), Orchester und Chor der Metropolitan Opera New York.
 Simon Keenlyside (Prospero), Audrey Luna (Ariel), Alan Oke (Caliban), Isabel Leonard (Miranda), Alek Shrader (Ferdinand), William Burden (König), Toby Spence (Antonio), Kevin Burdette (Stefano), Iestyn Davies (Trinculo), Christopher Feigum (Sebastian), John Del Carlo (Gonzalo).
 Video; live aus der Metropolitan Opera New York.
 Videostream der Metropolitan Opera.[14][15]